# Энглерт, Сабине
Сабине Энглерт (нем. Sabine Englert, родилась 27 ноября 1981 в Ашаффенбурге) — немецкая гандболистка, вратарь датского клуба «Мидтьюлланн» и сборной Германии.

## Достижения

### В клубах
- Обладательница Кубка Германии: 2001, 2002
- Чемпионка Дании: 2011, 2013
- Обладательница Кубка Дании: 2012, 2014
- Чемпионка Австрии: 2008, 2009
- Обладательница Кубка Австрии: 2008, 2009
- Обладательница Кубка Вызова: 2005
- Обладательница Кубка ЕГФ: 2005
- Обладательница Кубка обладателей кубков: 2015

### В сборной
- Бронзовый призёр чемпионата мира: 2007
- 4-е место на чемпионате Европы: 2008